# スルツェイ島
スルツェイ島（スルツェイとう、アイスランド語: Surtsey）は、アイスランドの南にある無人島である。1963年に海底火山の噴火により出現した。日本の西之島と並んで、海底火山の噴火から新島を形成した典型例として有名である。なお、「スルツェイ」はアイスランド語で「スルトの島」を意味するため、正確には「スルツェイ島」は重複表現である。
ユネスコの世界遺産（自然遺産）に登録されている。

## 概要
面積2.8平方キロメートル
標高173メートル
アイスランドは大西洋中央海嶺上にあり、火山活動が活発である。スルツェイ島は誕生直後から波による浸食にさらされているが、火山活動による面積拡大が浸食を上回り、島の消失は避けられた。また、国の最南端の地点としては最北に位置する島である。

## 歴史
1963年
11月14日 - アイスランド南西海域付近で操業中の漁船が硫黄臭に気付き、午前7時に噴煙を確認。
11月15日 - 海上に新島を確認。
12月6日 - フランスの週刊誌記者が上陸。この事件をきっかけに新島を「Surtsey」と命名。
12月16日 - 科学者による初上陸。
1964年
1月 - たびたびの噴火で標高173メートルを記録。
2月2日 - 第二火口が形成され、第一火口の活動が停止。
4月 - 4月までに新島の周囲は1.7キロメートルに達する。
4月4日 - 地上に出現した第二火口から溶岩の湧出が始まる（29日まで）。
7月9日 - 溶岩の湧出が再開（翌年1965年4月まで）。
1965年
5月 - アイスランド政府が聖域宣言。入島は許諾制となる。Surtsey Research Society（スルツェイ島研究学会）が設立される。
1967年
6月4日 - 火山活動が停止。
2008年
7月8日 - 第32回世界遺産委員会でアイスランド初の自然遺産として登録された。

## スルツェイ式噴火

スルツェイ式噴火の仕組み: 1.水蒸気の雲, 2.火山灰 (cupressoid ash), 3.火口, 4.水, 5.溶岩と火山灰の層, 6.地層, 7.火道管, 8.マグマ溜まり, 9.岩脈

従来、ウルトラブルカノ式と呼ばれていた噴火形式で、マグマたまりの中の水蒸気圧力が上昇することによって爆発するタイプであるが、高温のマグマが海水に触れることによって、大量の水蒸気を発生させ大爆発を起こすところから、マグマ水蒸気爆発と呼ばれる。さらに、スルツェイ島噴火が典型例であったところから、ウルトラブルカノ式噴火は「スルツェイ式噴火」と呼ばれるようになった。

## 動植物の定着と人間の入島規制
スルツェイ島はベストマン諸島の南方20キロメートルにある孤立した陸地で、全くの荒れ地から始まった土地に植物や動物が繁殖してゆく順序やきっかけを調査する貴重な研究拠点となっている。
植物はほとんどが海鳥が持ち込んだものである。噴火1年後にカビ、細菌、菌類が出現し、2年後の1965年に維管束植物の生育が初めて観察され、10年後には10種の維管束植物が見られた。灌木が現れたのはようやく1998年になってからだった。2004年には75種のコケ植物、71種の地衣類、24種の菌類と60種の維管束植物が見られた。
海鳥が島に群れを作るようになったのは1970年頃からで、最初にフルマカモメとハジロウミバトが留鳥として住みついた。海鳥の大量のフンにより、溶岩と火山灰からなる荒れた島の土壌は、次第に植物の生育に適したものに変えられていった。アザラシの繁殖が始まったのは1983年である。2004年には89種の鳥類および335種の無脊椎動物が見られた。
スルツェイ島での活動は、アイスランド環境・食品庁に代わりスルツェイ島研究学会が監督しており、学会から許可を得た科学者以外はスルツェイ島と周辺海域への立ち入りはできず、島への有機物や鉱物や土砂の持ち込みも、廃棄物投棄も、島の自然を妨げる狩猟などの行為も厳重に禁止されている。島にある建物は、研究者用の簡素なプレハブ小屋1棟のみである。

## 神話との関わり
「スルト」とは、北欧神話に登場する、炎の剣を振りかざして南から神々に襲いくる巨人の名である。島の名付け親となった地質学者シーグルズル・ソゥラリンソンは、まさにアイスランドの南の海上で炎を吹き上げる様子からこの名を提案したが、このことが、神話を現在に伝える『詩のエッダ』や『散文のエッダ』がその内容に火山活動からの影響を受けていることを一般に知らしめた。
1965年6月にはスルツェイ島の浜辺に植物が生えているのが発見され、今日では緑に覆われて、アザラシや海鳥も集まる自然の楽園となっている。スルツェイ島出現以前にも新しく生まれた火山島でみられてきたこうした出来事が、『エッダ』で語られている、スルトの火焔によって焼かれて海に沈んだ大地が再び浮かび上がり、そこでは種を蒔かずとも穀物が実る、という描写として記録されたと考えることもできる。

## 世界遺産

### 登録基準
この世界遺産は世界遺産登録基準のうち、以下の条件を満たし、登録された（以下の基準は世界遺産センター公表の登録基準からの翻訳、引用である）。
- (9) 陸上、淡水、沿岸および海洋生態系と動植物群集の進化と発達において進行しつつある重要な生態学的、生物学的プロセスを示す顕著な見本であるもの。